# Liste des ministres italiens des Sports
Cet article dresse la liste des ministres italiens chargés des Sports pendant l'existence intermittente de ce poste, depuis 1954.

## Liste des ministres
| Ministre (Naissance–Décès)                                                          | Ministre (Naissance–Décès)  | Mandat                                                     | Parti | Parti       | Gouvernement |
| ----------------------------------------------------------------------------------- | --------------------------- | ---------------------------------------------------------- | ----- | ----------- | ------------ |
|                                                                                     | Giovanni Ponti (1896-1961)  | 10 février 1954 – 20 mai 1957 3 ans, 3 mois et 10 jours    |       | DC          | Scelba       |
| Segni I                                                                             | Giovanni Ponti (1896-1961)  | 10 février 1954 – 20 mai 1957 3 ans, 3 mois et 10 jours    |       | DC          |              |
| Poste non-pourvu                                                                    |                             |                                                            |       |             |              |
|                                                                                     | Giovanna Melandri (1962– )  | 17 mai 2006 – 8 mai 2008 1 an, 11 mois et 21 jours         |       | DS / PD     | Prodi II     |
| Poste non-pourvu                                                                    |                             |                                                            |       |             |              |
|                                                                                     | Piero Gnudi (1938– )        | 16 novembre 2011 – 28 avril 2013 1 an, 5 mois et 12 jours  |       | Indépendant | Monti        |
|                                                                                     | Josefa Idem (1964– )        | 28 avril 2013 – 27 juin 2013 1 mois et 30 jours            |       | PD          | Letta        |
| Poste non-pourvu                                                                    |                             |                                                            |       |             |              |
|                                                                                     | Luca Lotti (1982– )         | 12 décembre 2016 – 1er juin 2018 1 an, 5 mois et 20 jours  |       | PD          | Gentiloni    |
| Poste non-pourvu                                                                    |                             |                                                            |       |             |              |
|                                                                                     | Vincenzo Spadafora (1974– ) | 5 septembre 2019 – 13 février 2021 1 an, 5 mois et 8 jours |       | M5S         | Conte II     |
| Poste non-pourvu                                                                    |                             |                                                            |       |             |              |
|                                                                                     | Andrea Abodi (1960–)        | depuis le 22 octobre 2022 2 ans, 4 mois et 20 jours        |       | FdI         | Meloni       |
| Titres successifs : - Politiques de la jeunesse et Sports (2019-2021 ; depuis 2022) |                             |                                                            |       |             |              |